# Or (rzeka)
Or (kaz.: Ор; ros.: Орь) – rzeka w północno-zachodnim Kazachstanie i wschodniej Rosji przeduralskiej, lewy dopływ Uralu w zlewisku Morza Kaspijskiego. Długość – 332 km, powierzchnia zlewni – 18,6 tys. km², średni przepływ – 21,3 m³/s (61 km od ujścia). Reżim śnieżny z maksimum na przełomie kwietnia i maja, przez pozostałą część roku bardzo niskie stany wody.
Or powstaje z połączenia rzek Szyly i Terysbutak spływających z zachodnich zboczy Mugodżarów, Płynie na północ, przecina granicę kazachsko-rosyjską i uchodzi do Uralu kilka km w górę od Orska. Wody używane do nawadniania. Zamarza na okres od listopada do marca.